# We Are the Ocean
We Are the Ocean war eine vierköpfige Post-Hardcore-Band aus der Stadt Loughton in Essex, England.

## Bandgeschichte
Die Band wurde ursprünglich unter dem Namen Dead but Still Dreaming von Dan Brown und Jack Spence gegründet. Zwar zerbrach die damals ebenso fünfköpfige Konstellation, aber Brown und Spence suchten und fanden neue Mitglieder. 2007 gelang eine neue Bandbesetzung mit Liam Cromby, Rickie Bloom und Tom Whittaker. Nach einiger Zeit verließ auch Bloom die Band und wurde durch Alfie Scully ersetzt. Nach diesen vielen Änderungen in der Besetzung der Band, nannten sie sich in We Are the Ocean um. Die Band gewann durch MySpace rasch an Popularität und wurde im Magazin Kerrang als bester britischer Newcomer nominiert. Sie veröffentlichte kurz darauf ihre gleichnamige EP, von der nur 1000 Stück hergestellt wurden.
We Are the Ocean tourten nach der Veröffentlichung ihrer EP ausgiebig. Sie spielten Shows in Großbritannien, Europa, Amerika und Australien. Bevor sie damit begannen, Material für ihr Debütalbum zu sammeln, veröffentlichten sie noch eine aus vier Liedern bestehende EP namens Look Alive. Ihr Album wurde produziert von Brian McTernan, der auch schon Alben von Thrice und Converge produzierte. Das Album bekam den Namen Cutting Our Teeth und wurde im Februar 2010 veröffentlicht. Die Band veröffentlichte im Oktober 2010 eine Deluxe-Edition von Cutting Our Teeth mit einer zweiten CD, die unter anderem Lieder der ersten und zweiten EP und vier bisher unveröffentlichte Tracks beinhaltete. Seit ihrer Gründung 2007 teilten sie sich bereits mit vielen musikalischen Größen die Bühne, unter anderem Silverstein und Lostprophets.
We Are The Ocean begannen im Dezember 2010 damit, ihr zweites Album aufzunehmen. Daraus entstand Go Now and Live, welches am 25. April 2011 veröffentlicht wurde. Danach tourte die Band bis Ende 2011 um die Welt. Im Oktober wurde eine Special-Edition von Go Now and Live veröffentlicht. Sie beinhaltet eine zweite CD, auf der sich eine komplette Unplugged-Show aus der Londoner Bush-Hall mit elf Tracks befindet.
Die Aufnahmen für ein drittes Album wurden im Frühjahr 2012 begonnen, während sie außerdem als Vorband von Silverstein durch Europa tourten. Am 5. Juni 2012 gab die Band bekannt, dass Leadsänger Dan Brown die Band als aktives Mitglied verlassen hat. Am selben Tag veröffentlichten sie zudem Bleed, welches das erste Lied aus dem dritten Album Maybe Today, Maybe Tomorrow darstellt. Als erste Single aus dem Album wurde The Road (Run for Miles) veröffentlicht. Das Album selbst erschien schließlich am 17. September des Jahres, gefolgt von einer Europatour.
Im nachfolgenden Jahr tourte die Band durch England. Zudem absolvierte die Band im Mai 2013 eine Deutschlandtour durch sieben Städte.

## Diskografie

### Studioalben
| Jahr | Titel                       | Label                 |
| ---- | --------------------------- | --------------------- |
| 2010 | Cutting Our Teeth           | Hassle Records        |
| 2011 | Go Now and Live             | Hassle Records        |
| 2012 | Maybe Today, Maybe Tomorrow | Hassle Records        |
| 2015 | Ark                         | BMG Rights Management |

### EPs
| Jahr | Titel            | Label          |
| ---- | ---------------- | -------------- |
| 2008 | We Are the Ocean | Hassle Records |
| 2009 | Look Alive       | Hassle Records |

### Singles
| Jahr | Titel                         | Album                       |
| ---- | ----------------------------- | --------------------------- |
| 2008 | Nothing Good Has Happened Yet | We Are The Ocean            |
| 2009 | God Damn Good                 | We Are The Ocean            |
| 2010 | Look Alive                    | Cutting Our Teeth           |
| 2010 | These Days, I Have Nothing    | Cutting Our Teeth           |
| 2010 | All of This Has to End        | Cutting Our Teeth           |
| 2010 | Lucky Ones                    | Cutting Our Teeth           |
| 2011 | What It Feels Like            | Go Now and Live             |
| 2011 | The Waiting Room              | Go Now and Live             |
| 2011 | Runaway                       | Go Now and Live             |
| 2011 | Overtime Is a Crime           | Go Now and Live             |
| 2012 | The Road (Run for Miles)      | Maybe Today, Maybe Tomorrow |
| 2012 | Bleed                         | Maybe Today, Maybe Tomorrow |
| 2012 | Machine                       | Maybe Today, Maybe Tomorrow |
| 2012 | Young Heart                   | Maybe Today, Maybe Tomorrow |
| 2015 | Ark                           | Ark                         |
| 2015 | Do It Together                | Ark                         |
| 2015 | Holy Fire                     | Ark                         |
| 2015 | Good for You                  | Ark                         |